# À la joie
Pour plus de détails, voir Fiche technique et Distribution.
À la joie est un téléfilm français écrit et réalisé par Jérôme Bonnell.
Cette fiction est une coproduction de Stromboli Films et Arte France, réalisée avec la participation de TV5 Monde et le soutien du CNC.
Le téléfilm remporte le prix de la meilleure réalisation, le prix de la meilleure interprétation masculine (Pablo Pauly) et le prix du jeune espoir féminin Adami (Amel Charif) au Festival de la fiction TV de La Rochelle 2023,,,,

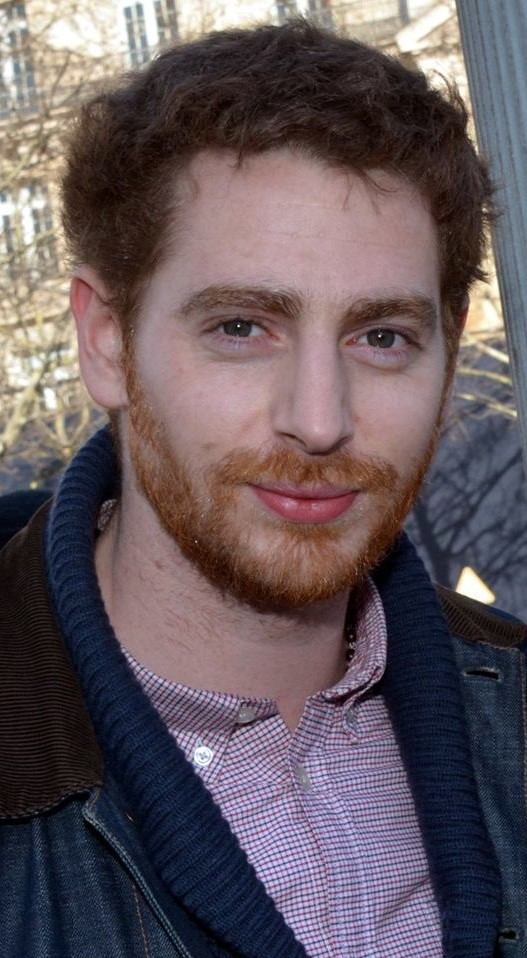
Pablo Pauly.

## Synopsis
Véra, une jeune avocate montpelliéraine, est bloquée à Paris à cause du confinement lié à la pandémie de Covid-19. Logeant et télétravaillant dans l'appartement de son amie Hortense, elle se blesse sérieusement à la tête en heurtant une porte d'armoire. Sam, un jeune voisin qu'elle appelle à l'aide, court à la pharmacie où il contourne la longue file d'attente extérieure imposée par les règles de distanciation physique pour acheter en urgence de quoi soigner la tête en sang de Véra. Démarre alors une passion torride.

## Fiche technique
Sauf indication contraire, les informations mentionnées dans cette section peuvent être confirmées par les bases de données cinématographiques IMDb et Allociné,  présentes dans la section « Liens externes ».
- Titre français : À la joie
- Réalisation et scénario : Jérôme Bonnell
- Musique : David Sztanke
- Décors : Aurore Casalis
- Costumes : Carole Gérard
- Photographie : Pascal Lagriffoul
- Son : Laurent Benaïm
- Montage : Julie Dupré et Claire-Anne Largeron
- Production : Juliette Sol
- Sociétés de production : Stromboli Films et Arte France
- Pays de production :  France
- Langue originale : français
- Format : couleur
- Genre :
- Durée : 104 minutes
- Dates de première diffusion : 
  - France : 1er mars 2024 sur Arte[6]

## Distribution
- Amel Charif : Véra, avocate
- Pablo Pauly : Sam
- Raphaël Acloque : Mehdi, le compagnon de Véra
- Caroline Baehr : la mère de Véra
- Marie Desgranges : Hortense, la propriétaire de l'appartement (voix)
- Charlotte Laemmel : Muriel, la sœur d'Hortense
- Marc Citti : M. Doriaz, un client de Véra
- Anne Suarez : Lulu, l'ex-patronne de Sam
- Olga Mouak : Mme Galibert
- Gaëtan Peau : Maître Olivet

## Production

### Genèse et développement
Le scénario et la réalisation sont de Jérôme Bonnell,.
La production est assurée par Juliette Sol pour Stromboli Films.

### Attribution des rôles
Amel Charif et Pablo Pauly interprètent les deux personnages principaux. Marc Citti, Charlotte Laemmel, Anne Suarez, Caroline Baehr, Marie Desgranges Olga Mouak et Gaëtan Peau sont à l'affiche du téléfilm.

### Tournage
Le tournage a lieu à Paris et Montpellier du 6 mars au 7 avril 2023.

## Accueil

### Distinctions
- Festival de la fiction TV de La Rochelle 2023[1],[2],[3],[4],[5] :
  - Prix de la meilleure réalisation
  - Prix de la meilleure interprétation masculine pour Pablo Pauly
  - Prix du jeune espoir féminin Adami pour Amel Charif

### Diffusions et audience
En France, le téléfilm, diffusé le 1er mars 2024 sur Arte, est regardé par 503 000 téléspectateurs et se classe septième en termes d'audience
| N° | Chaîne   | Programme                                     | Téléspectateurs | Part d'audience |
| -- | -------- | --------------------------------------------- | --------------- | --------------- |
| 1  | TF1      | Restos du Coeur, Enfoirés 2024, on a 35 ans ! | 8 501 000       | 43,20 %         |
| 2  | France 2 | Les petits meurtres d'Agatha Christie         | 2 142 000       | 10,90 %         |
| 3  | M6       | A bras ouverts                                | 1 042 000       | 5,30 %          |
| 4  | France 3 | L'âge d'or de la pub                          | 738 000         | 4,00 %          |
| 5  | C8       | Le sang de la vigne                           | 645 000         | 3,40 %          |
| 6  | Gulli    | Un flic à la maternelle                       | 608 000         | 3,20 %          |
| 7  | 6ter     | Hawaii 5-0                                    | 504 000         | 2,50 %          |
| 8  | Arte     | À la joie                                     | 503 000         | 3,10 %          |

### Accueil critique
Pour le magazine Télé-Loisirs, le téléfilm À la joie est à voir absolument : « Passant de la comédie burlesque au drame intense, À la joie bouscule avec finesse, à mesure que le vernis craque et que la peur, jusque-là tapie, se propage. Interrogeant ce que sont véritablement l'amour et notre rapport à l'autre, cette intrigue puissante mais jamais anxiogène, nous permet également de prendre du recul sur notre propre confinement. Ainsi se rappelle-t-on, non sans stupéfaction, des situations improbables que l'on a tous vécu, des règles de distanciation aux longues files d'attente devant les supermarchés, entre autres. Par une écriture subtile, quasi poétique, l'auteur nous propulse dans un récit vertigineux dont on ne sort pas indemne. Enfin, à noter les prestations bouleversantes de justesse de Pablo Pauly et Amel Charif. Une pépite, à voir absolument. ».